# بيت الشباطي (كحلان عفار)

تعديل مصدري - تعديل

بيت الشباطي هي إحدى قرى عزلة بنى الطربى بمديرية كحلان عفار التابعة لمحافظة حجة، بلغ تعداد سكانها 165 نسمة حسب تعداد اليمن لعام 2004.